# Raducz
Raducz je vesnice v centrální části Polska v okrese Skierniewice Lodžského vojvodství. Leží 80 km severozápadně od Varšavy, v historickém Mazovsku v průměrné výšce 140 m n. m. a protéká jí říčka Ravka.
Vlastní vesnice Raducz čítá 35 obyvatel.
První zmínka o lokalitě pochází z 18. století.

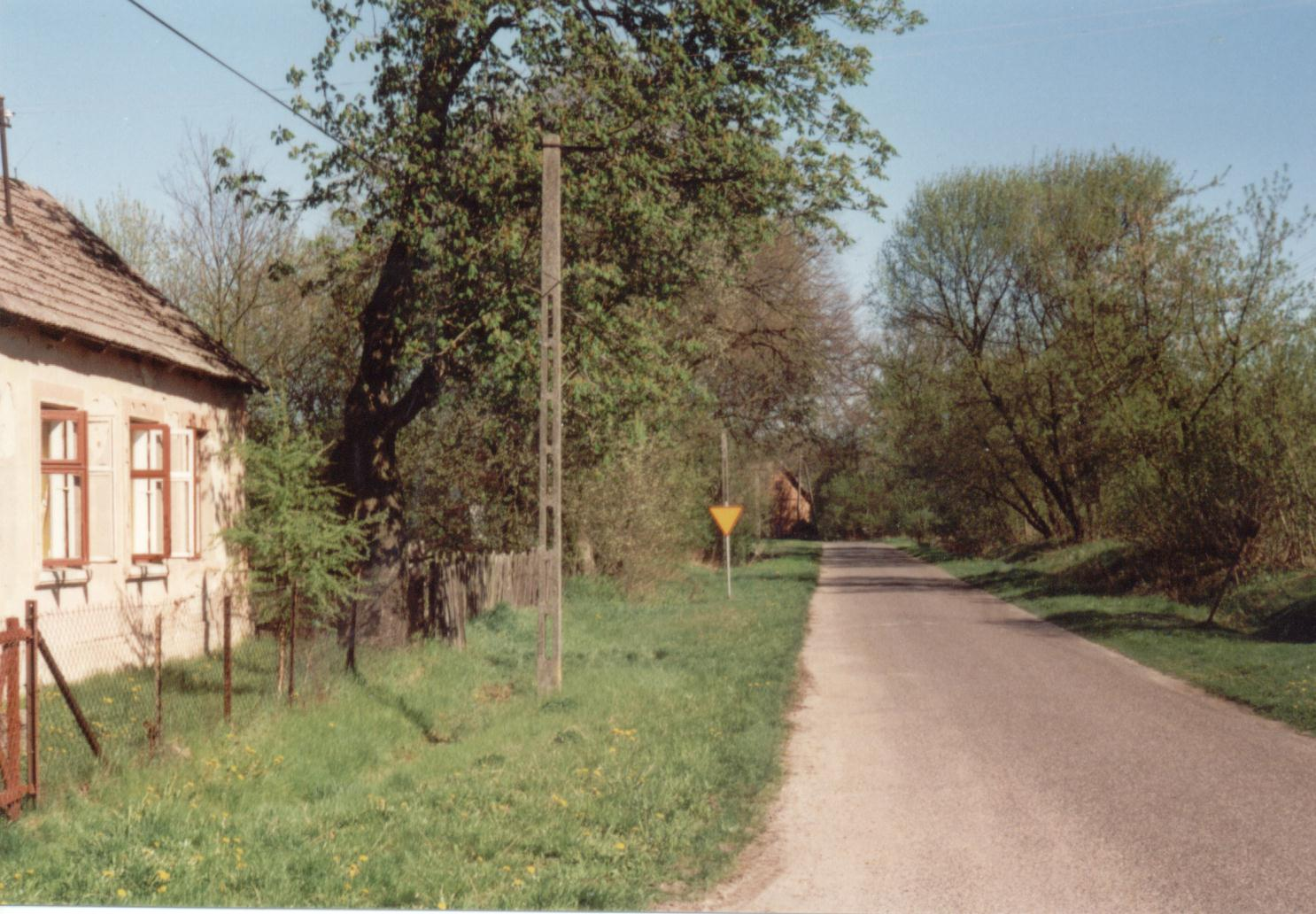
Vesnice

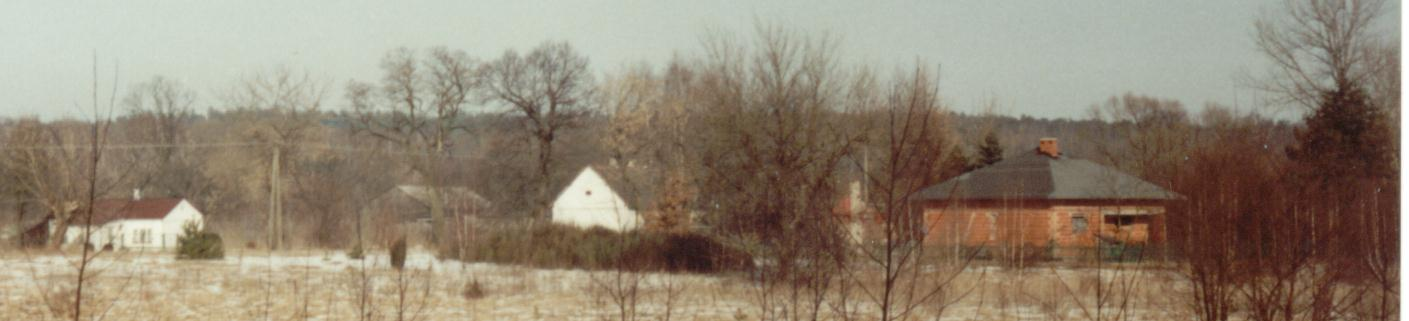
Vesnice